# Alternative vote
Alternative vote of directe herstemming, is een kiessysteem uit de familie van gerangschikt stemmen dat één winnaar oplevert. Hierbij brengen de kiezers niet één stem uit, maar plaatsen ze alle kandidaten in een volgorde. Daardoor kan in één stemronde, maar zo nodig met meerdere telrondes, een meerderheidskandidaat gekozen worden.

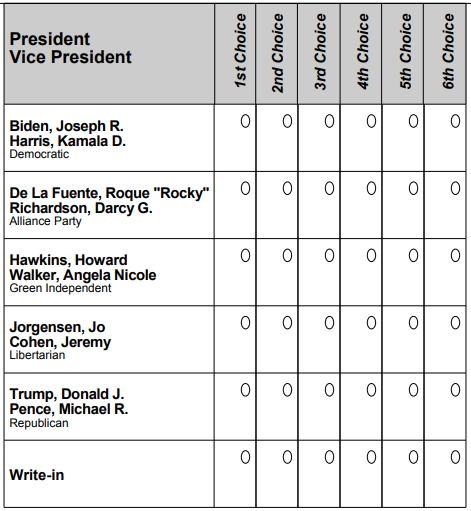
Stembiljet met ranked choice voting zoals dat toegepast werd in 2020 bij de Amerikaanse presidentsverkiezingen in de staat Maine.

Voorstanders van deze methode wijzen er op dat zo de meest breed gedragen kandidaat wordt gekozen. Tegenstanders vinden dat hiermee dus niet de meest uitgesproken, maar juist de beste tweede keus wordt gekozen. Onbetwist is dat slechts één keer gestemd behoeft te worden om een kandidaat te kiezen die minstens de helft van de uitgebrachte geldige stemmen heeft gekregen. Ook is er veel minder aanleiding tot strategisch stemmen dan in een meerderheidsstelsel: stemmen voor minder populaire kandidaten gaan niet verloren.

## Werkwijze
Stel dat er vijf kandidaten zijn, dan plaatst elke kiezer de beschikbare kandidaten in de volgorde 1 tot en met 5. Op de eerste plaats zet men zijn favoriete kandidaat, op de tweede plaats degene die men vervolgens de beste vindt, enzovoort. Soms is men verplicht àlle kandidaten te ordenen.
Bij de eerste telling van de stemmen gaat het alleen om de eerste voorkeur. Als een kandidaat meer dan 50% van de stemmen krijgt, is deze direct gekozen. Als bij de eerste telling geen kandidaat een absolute meerderheid heeft, valt de kandidaat af die het minst als eerste keus is aangegeven. De stemmen van die kiezers gaan niet verloren, in de plaats telt nu hun tweede-keuzestem mee en er wordt een nieuwe rangschikking opgemaakt. Als er nog steeds geen meerderheidskandidaat is, wordt dit proces herhaald: ook de kandidaat die nu op de laatste plaats staat, valt af en van diens kiezers worden de tweede- keuzestemmen (of, indien al gebruikt, de derde-keuzestemmen) gebruikt voor een nieuwe rangschikking. Enzovoort.

## Toepassing in Nederland
De PvdA hanteert bij ledenraadplegingen, zoals bij het PvdA-partijleiderschapsreferendum 2012, de alternative vote methode zodra er sprake is van drie of meer kandidaten.

## Toepassing in de Verenigde Staten

Bij de Amerikaanse Presidentsverkiezingen van 2020 maakte Maine gebruik van Ranked Choice Voting waardoor er drie zetels naar de Democraten gingen en één naar de Republikeinen.

In de Verenigde Staten wordt directe herstemming ranked choice voting genoemd. De belangstelling voor dit stelsel groeit binnen de VS als antwoord op zorgen over polarisatie en de beperkingen van het traditionele winner takes all-meerderheidsstelsel. De methode van ranked choice voting helpt kiezers om uit meerdere kandidaten te kiezen zonder dat er stemmen verloren gaan, wat in toenemende mate wordt gezien als een oplossing voor de bestaande tekortkomingen van het kiesstelsel.
Ranked choice voting wordt inmiddels gebruikt voor sommige nationale verkiezingen, zoals de presidentiële voorverkiezingen in bepaalde staten, en voor de verkiezingen voor het Congres in Maine en Alaska. Deze staten hebben deze methode geïntroduceerd om de impact van spoiler-kandidaten te verminderen, waarmee bedoeld wordt dat stemmen die anders naar een breed ondersteunde kandidaat zouden gaan, verloren gaan aan een minder kansrijke derde partij of onafhankelijke kandidaat. Het systeem moedigt daarnaast kandidaten aan om bredere steun te verwerven in plaats van zich te richten op een kleine, zeer trouwe basis, wat bijdraagt aan een meer inclusieve en evenwichtige representatie.